# Église des Douze Apôtres
L'église des Douze Apôtres  a été construite sur le palais du Patriarche dans l'enceinte du kremlin de Moscou, entre 1635 et 1656, par les artistes russes Antip Konstantinov et Bajen Ogurtsov à la demande du patriarche Nikon. 

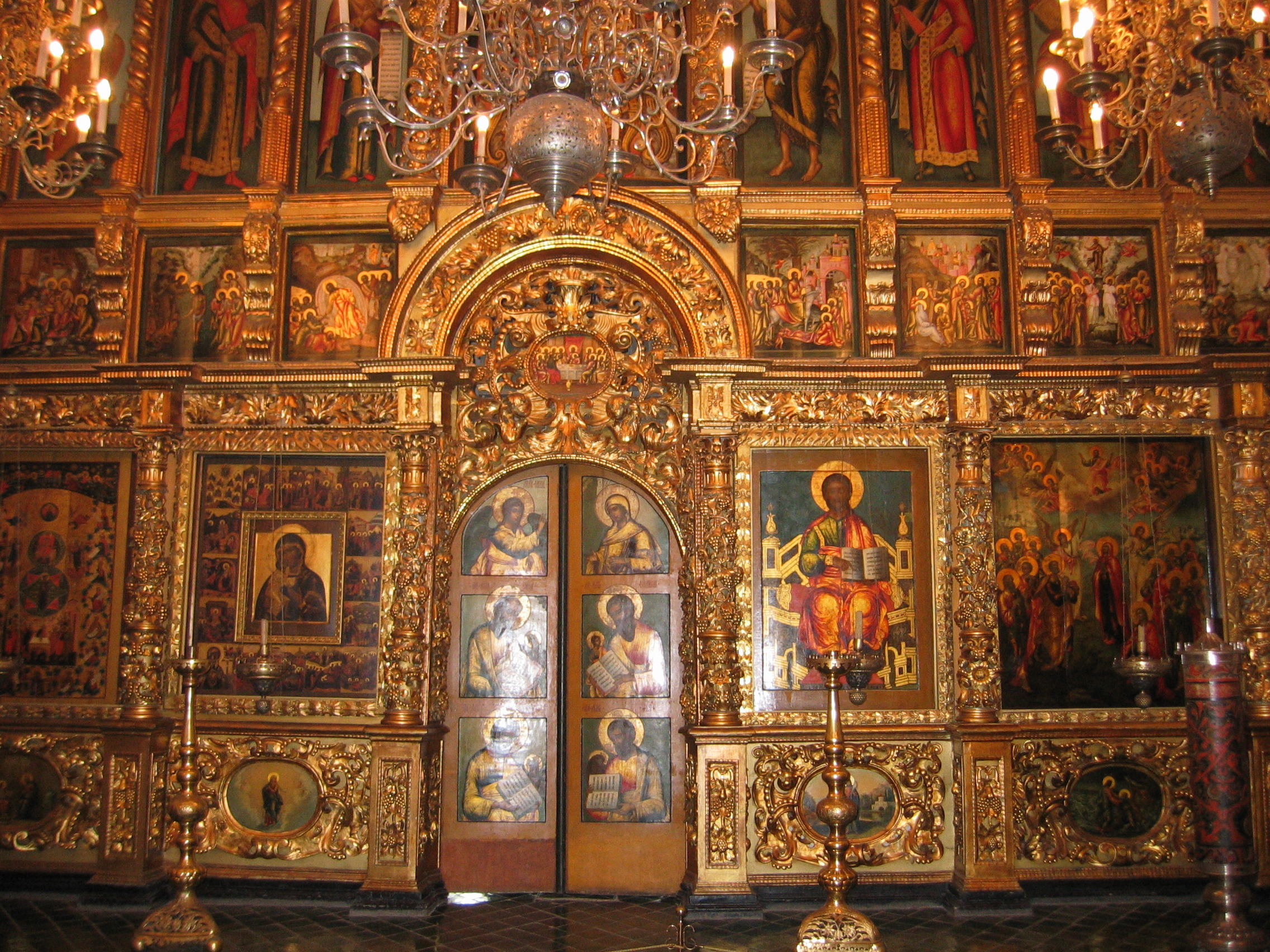
L'iconostase de l'église des Douze Apôtres (XVIIe siècle).

La petite église à cinq coupoles de recouvre le site d'une église ancienne et d'une partie du palais de Boris Godounov. Le toit et les croix de l'église ont été recouverts de plaques de cuivre et dorés. En 1680, l'église a été reconstruite et a été dédiée aux 12 apôtres, dédicace qu'elle a gardée jusqu'à nos jours.  
Précédemment elle était connue sous le nom de Saint-Philippe. Ses formes sont archaïsantes  et rappellent les édifices de Vladimir-Souzdal : plan centré à quatre piliers et trois absides, cinq coupoles.     
En 1929, une magnifique iconostase du XVIIe siècle fut apportée dans cette église en provenance du couvent Voznesensky dont l'église avait été détruite.